# La reina d'Àfrica
La reina d'Àfrica (títol original en anglès: The African Queen) és una pel·lícula dirigida per John Huston l'any 1951. El guió va ser adaptat a partir de la novel·la homònima de C.S. Forester, de 1935. S'ha doblat al català.
Va rebre quatre nominacions a l'Oscar (actor, actriu, director i guió), dels quals en va guanyar un Humphrey Bogart al millor actor.

## Argument
Durant la Primera Guerra Mundial, un capità de vaixell amb tendència a la beguda i una missionera estirada descendeixen un riu en una ruïnosa embarcació, a través de la selva, fugint de les tropes alemanyes. Ambdós són completament diferents, però hauran d'ajudar-se mútuament per salvar les seves vides.

## Producció
Els censors de la producció van posar objeccions a uns quants aspectes del guió original, que incloïa els dos personatges cohabitant sense la formalitat del matrimoni. Es van fer alguns canvis abans que la pel·lícula s'hagués completat. La pel·lícula va ser parcialment finançada per John Woolf i James Woolf de Romulus Films, una companyia britànica, que va quedar tan complagut amb els resultats que va dur John Huston a dirigir la seva següent obra, Moulin Rouge (1952).
Les escenes que Bogart i Hepburn són a l'aigua es van filmar al Isleworth Studios, Middlesex, Anglaterra, per problemes de salut. Gairebé totes les altres escenes es van filmar a Àfrica central, provocant dificultats considerables pel repartiment i tripulació, però el resultat va ser un èxit de crítica i comercial.
La majoria de l'acció té lloc dalt d'un vaixell – de nom  Reina d'Africà  – i les escenes a bord del vaixell es van filmar utilitzant un gran bot amb un model a sobre. Parts del vaixell es podien treure del plató per fer espai per la càmera de Technicolor. Això resultava perillós: en una ocasió quan la caldera del vaixell - una pesada còpia de coure – gairebé cau a sobre de la Hepburn. El petit vaixell de vapor utilitzat a la pel·lícula per servir de model al  Reina d'Àfrica  va ser construït el 1912, a Lytham St Annes, Anglaterra, per a servei a l'Àfrica, i és ara la Reina d'Àfrica, un bot d'exhibició a Cayo Largo a Florida, EUA.
La pel·lícula també presenta un canoner alemany, l'Emperadriu Lluïsa, que és basat en l'antic vaixell de la Primera Guerra Mundial MV Liemba (conegut fins al 1924 com el  Graf von Götzen ), que es va enfonsar el 1916 durant la batalla del Llac Tanganyika, però va ser posteriorment reflotat pels britànics i continua operant com a transbordador de passatgers fins a l'actualitat.

## Estrena
La reina d'Àfrica es va estrenar el 23 de desembre de 1951 a Los Angeles, per a competir pels Oscars de 1951, i el 20 de febrer de 1952 al Teatre Capitol a Nova York.

## Repartiment
- Humphrey Bogart: Charlie Allnut
- Katharine Hepburn: Rose Sayer
- Robert Morley: Reverend Samuel Sayer
- Peter Bull: Capità del Louisa
- Theodore Bikel: Primer oficial
- Walter Gotell: Segon oficial
- Peter Swanwick: Primer oficial del Shona
- Richard Marner: Segon oficial del Shona

## Premis i nominacions

### Premis[4]
- 1952: Oscar al millor actor per a Humphrey Bogart

### Nominacions
- 1952: Oscar a la millor actriu per a Katharine Hepburn[4]
- 1952: Oscar al millor guió adaptat per a James Agee i John Huston[4]
- 1952: Oscar al millor director per a John Huston[4]
- 1953: BAFTA a la millor pel·lícula
- 1953: BAFTA al millor actor estranger per a Humphrey Bogart
- 1953: BAFTA a la millor actriu estrangera per a Katharine Hepburn